# Ingemo källa

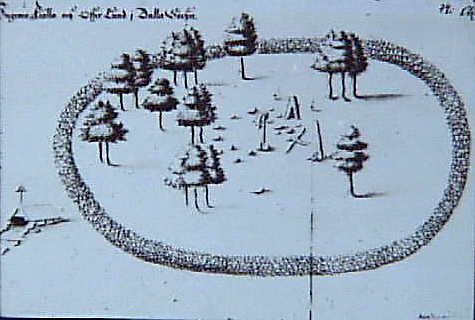
Ingemo källa och offerlund (Peringskiöld)

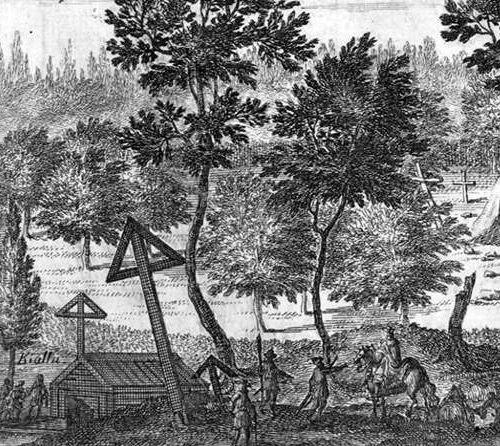
Ingemo källa och offerlund (Dahlbergh, Suecia antiqua et hodierna)

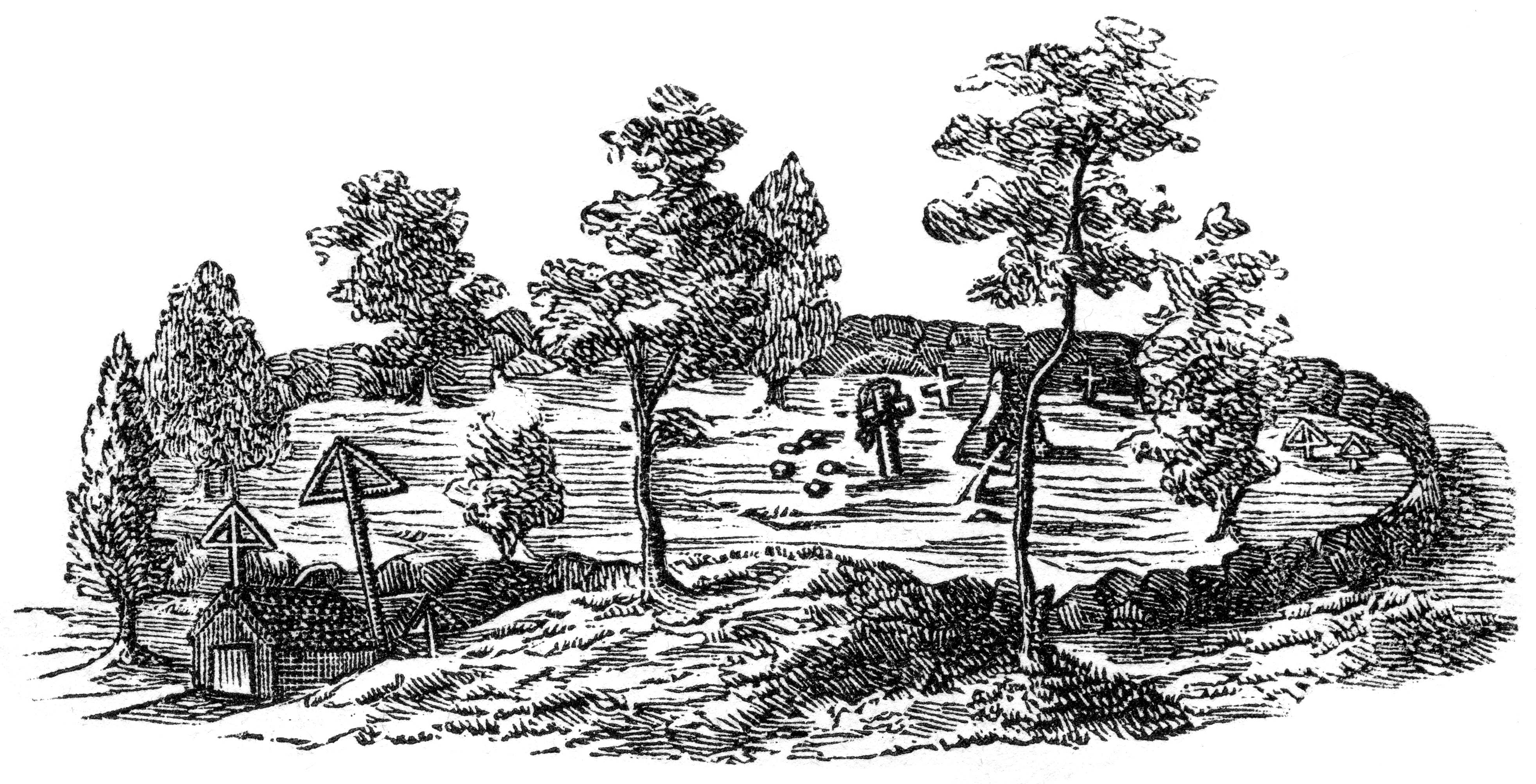
Ingemo källa och offerlund (Hyltén-Cavallius, Wärend och wirdarne)

Ingemo källa eller Kapellkällan är en offerkälla i Dala socken mellan Skövde och Tidaholm som var vigd åt det lokala helgonet Sankta Ingemo. Om helgonet är inget känt förutom att hon ansetts som särskilt lämplig att åkalla vid allehanda boskapssjukdomar, men hon är inget av katolska kyrkan sanktionerat och erkänt helgon.
Källan är stensatt, 1,2 × 0,6 meter stor och 1 meter djup. Vattenståndet är vanligen 0,3 meter. Brunnen är täckt av en 15 cm tjock kalkstenshäll. Utloppet är åt öster och kan följas cirka 15 meter tills det utmynnar i en igenslammad och igenväxt vattensamling av gölkaraktär. Nära källan fanns en offerlund med en ringmur, varav bara små rester är kvar. Där påträffades nio mynt av olika valörer, med präglingsår från 1720–1853.
Ett kapell helgat åt Ingemo nämns i ett dokument från 1667. År 1671 skrev en lektor i Skara till domkapitlet om vidskepelserna vid Ingemo källa. Han bifogade texten av en visa som han själv hade hört där midsommarnatten. Det finns även en beskrivning från 1681 av bruken vid källan och lunden. Efter att ha gått ett par varv runt lunden skall man antingen ha druckit ur eller tvättat sig i källan, varefter man skall ha offrat en bit bröd eller ett litet metallföremål. Efter detta skall man åter ha gått in i lunden och där bett en bön vid ett träd eller en stubbe, som man sedan band en tygbit i.
På 1800-talet hölls källan fortfarande för helig av lokalbefolkningen som vallfärdade dit på pingstafton. Enligt markägaren kom så sent som 1953 en kvinna från Värnamo för att dricka från hälsokällan.
Ingemo är endast känd som brunnshelgon. Det är en efterhandskonstruktion att hennes namn skall förstås som Ingamoder vilket skulle betyda "Inges moder" och syfta på att hon var mor till Inge den äldre, och därmed även varit gift med kung Stenkil och möjligen också moder till kungarna Halsten och Håkan Röde, liksom att hon var dotter till kung Emund den gamle. Namnet Ingemo är förmodligen en sammansättning av samma Inge- som återfinns i t.ex. Ingeborg, och -modh, möjligen i betydelsen 'sinnelag', jämför högmod etc.